# Ermita de Santa Bárbara (Villafranca del Cid)
La ermita de Santa Bárbara de Vilafranca, edificio de transición entre el barroco y el neoclásico, de finales del siglo XVIII, está situada a la salida de la localidad, a la avenida del Llosar.

## Historia
Cuando se construye la nueva ermita de Santo Roque y el 5 de marzo de 1726 se traslada la imagen del santo, el edificio antiguo es dedicado en Santa Bàrbara, pero el 8 de junio de 1768 la población, por las carencias del edificio, obtiene permiso del obispo para construir una ermita nueva, en un lugar más accesible.
El 16 de junio de 1773 se coloca la primera piedra y el 1794 ya estaba concluida. Utilizada durante la guerra civil como corral, su atrio quedó roto. En 1970 los restos del atrio fueron derruidos, y a cambio, se pintó la fachada y se construyeron las escaleras de acceso.
Por razones formales su diseño podría corresponder al maestro de obras Josep Dols.

## Arquitectura
Es una iglesia-salón, asentada sobre un podio, con planta centralizada más un rectángulo más pequeño para el ábside. Tiene tres naves de la misma altura y crucero, con cuatro pilares y doce pilastras de orden compuesto que sostienen las bóvedas, de crucería en los tramos de las esquinas y de cañón con lunetos en el resto, y la cúpula vaída en el crucero. En el exterior la cubierta es de dos aguas, escondiendo la cúpula.
Una sencilla puerta de arco mixtilíneo con las dovelas superiores bicolores, enmarca una fachada encalada que presenta dos ventanas encima de la puerta, una rectangular y la otra ovalada. Este frontis está rematado por una cornisa mixtilínea con moldura, con jarras y pináculos, y coronado por una espadaña.
El interior, restaurado recientemente, conserva los frescos originales. Así, en la parte frontal del templo se encuentra pintado el martirio de la santa, y en las cuatro conchas de la cúpula encontramos en cuatro santas vírgenes de la antigüedad (Santa Caterina, Santa Apol·lònia, Santa Quitèria y Santa Casilda). El resto también está decorado con elementos florales y geométricos.

## Festividad y tradiciones
La fiesta litúrgica es el 4 de diciembre, y es el día 6 de diciembre cuando Villafranca del Cid recuerda a la santa con una misa solemne en su honor.